# Manguera

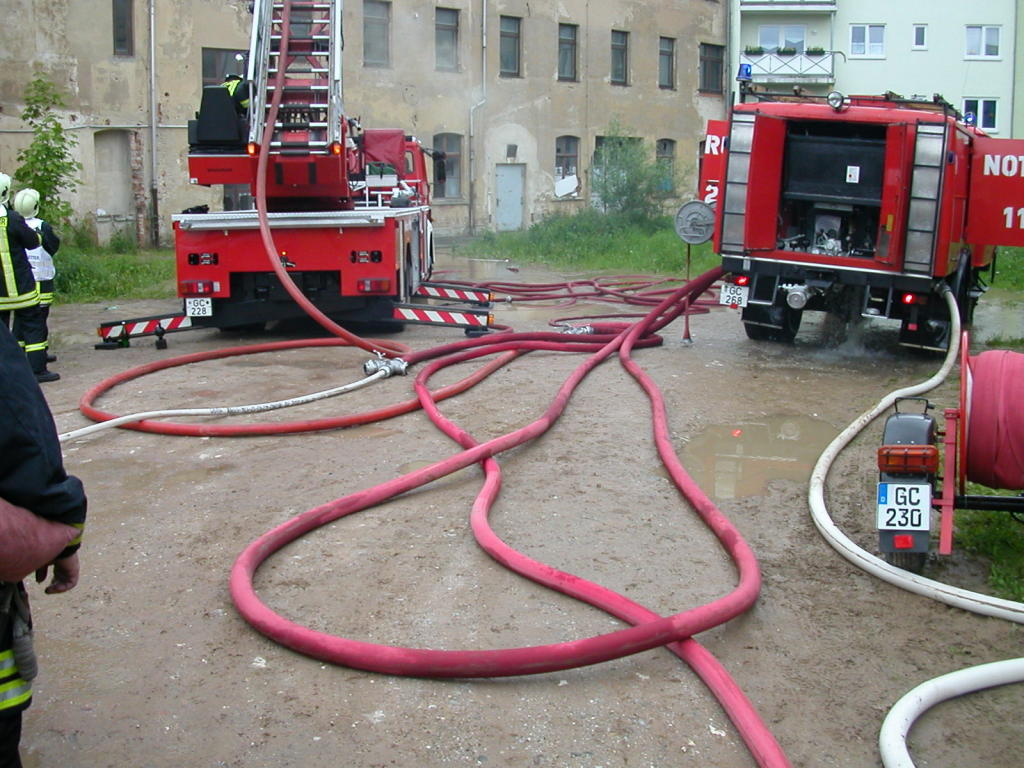
Mangueras usadas por los bomberos

Una manguera o manga es un tubo hueco flexible diseñado para transportar fluidos de un lugar a otro.
Algunos usos de las mangueras incluyen los siguientes:
- Una manguera de jardín es usada para regar las plantas en un jardín o patio, o para proporcionar agua a un rociador para el mismo propósito.
- Una manguera para incendios es usada por los bomberos para apagar el fuego
- Las mangueras de aire son usadas bajo el agua para transportar aire de la superficie a los buzos.
- En arquitectura, mangueras de plástico o metal son usadas para mover agua debajo de un edificio.
- Las mangueras automotrices son usadas en los automóviles para mover los fluidos para el aire acondicionado o para la lubricación de los sistemas hidráuilicos.
- En la química y en la medicina, las mangueras (o tubos) son usados para transportar productos químicos líquidos o gaseosos.
- En electricidad, una manguera es un cable formado por varios hilos aislados separadamente y recubiertos todos de una funda de material plástico flexible.
- En sistemas de audio, una manguera es el cable que está integrado por varios cables que llevan señales independientes, es muy usada en eventos o instalaciones fijas como controles de televisión o estaciones de radio.
- Mangueras Hidráulicas para baja, mediana, alta y extrema presión. Estas pueden tener mallas metálicas trenzadas desde una hasta cuatro dependiendo de la presión requerida.
- Cómo apodo de forma despectiva en algunas partes del Sur de México.